# Steve Podborski
Stephen Gregory Podborski (conocido como Steve Podborski; Toronto, 25 de julio de 1957) es un deportista canadiense que compitió en esquí alpino.

## Trayectoria
Participó en dos Juegos Olímpicos de Invierno, obteniendo una medalla de bronce en Lake Placid 1980, en la prueba de descenso, y el octavo lugar en Sarajevo 1984, en la misma prueba.
Ganó una medalla de bronce en el Campeonato Mundial de Esquí Alpino de 1980, en la prueba de descenso. En la Copa del Mundo consiguió ocho victorias y veinte podios en total.
Fue uno de los últimos portadores de la llama olímpica en la ceremonia de apertura de los Juegos Olímpicos de Calgary 1988.
Se retiró de la competición al final de la temporada de 1984. Posteriormente, trabajó entre 1988 y 2006 como comentarista deportivo para las cadenas CBS y NBC.
En 1982 fue nombrado oficial de la Orden de Canadá y fue admitido en el Salón de la Fama Olímpico Canadiense.

## Palmarés internacional
| Juegos Olímpicos   | Juegos Olímpicos             | Juegos Olímpicos  | Juegos Olímpicos |
| Año                | Lugar                        | Medalla           | Prueba           |
| ------------------ | ---------------------------- | ----------------- | ---------------- |
| 1980               | Lake Placid (Estados Unidos) | Medalla de bronce | Descenso         |
| Campeonato Mundial |                              |                   |                  |
| Año                | Lugar                        | Medalla           | Prueba           |
| 1980               | Lake Placid (Estados Unidos) | Medalla de bronce | Descenso         |